# アレクセイ・オブモチャエフ
- アレクセーイ・オブモチャーエフ

アレクセイ・オブモチャエフ（ロシア語: Алексей Александрович Обмочаев, 1989年5月22日 - ）は、ロシアの男子バレーボール選手。キスロヴォツク出身。ポジションはリベロ。元ロシア代表。

## 来歴
2007年からゼニト・カザンのユースチームでプレーし、2008年ジュニア欧州選手権で3位となる。2009年にロシア・スーパーリーグのディナモ・ヤンタリ・カリーニングラードに入団し、2010年にゼニト・カザンへ移籍した。
2011年にロシア代表に選出され、ワールドカップで金メダルを獲得。2012年ロンドンオリンピックで金メダルを獲得した。2012年はリーグ優勝も果たし、2011/2012欧州チャンピオンズリーグにおいても優勝を飾った。
2013年にディナモ・モスクワへ移籍した。

## 球歴
- オリンピック - 2012年（金メダル）
- ワールドカップ - 2011年（金メダル）

## 所属クラブ
- ディナモ・ヤンタリ・カリーニングラード（2009-2010年）
- ゼニト・カザン（2010-2013年）
- ディナモ・モスクワ（2013-2016年）
- ベロゴリエ・ベルゴロド（2017-2019年）
- クズバス（2020-2023年）
- ガスプロム・ユグラ（2023-）